# Jimmy Clough
James Clough (30 tháng 8 năm 1918 – 2 tháng 9 năm 1998) là một cầu thủ bóng đá người Anh thi đấu ở vị trí Tiền vệ chạy cánh. Ông có tổng cộng 163 lần ra sân ở Football League cho Southport, Crystal Palace, Southend United và Barrow, ghi 32 bàn thắng. Ông cũng thi đấu bóng đá non-league cho Blyth Spartans.
Clough mất năm 1998 lúc 80 tuổi.